# Száz pikométeres nagyságrend
Ez a lap a különböző nagyságrendek összehasonlítását segíti elő, a 100 pikométer és az 1 nanométer (10−10–10−9 méter) közötti hosszúságokat (szélességeket, magasságokat, mélységeket, átmérőket, távolságokat) sorolja fel. Az összes nagyságrendet átfogó lista a Nagyságrendek listája (hosszúság) szócikkben található meg.
- 100 pm = 1 ångström
- 100 pm = a kénatom kovalens rádiusza
- 126 pm = a ruténiumatom kovalens rádiusza
- 135 pm = a technéciumatom kovalens rádiusza
- 153 pm = az ezüst kovalens rádiusza
- 154 pm = két szénatom közötti egyszeres kovalens kötés hossza
- 155 pm = a cirkónium kovalens rádiusza
- 175 pm = a túlium kovalens rádiusza
- 225 pm = a cézium kovalens rádiusza
- 356,68 pm = a gyémánt kristály rácsállandója
- 403 pm = a lítium-fluorid kristály rácsállandója
- 500 pm = az alfa-hélix protein szélessége
- 560 pm = a nátrium-klorid kristály rácsállandója
- 780 pm = a kvarckristály névleges rácsállandója
- 820 pm = a jégkristály rácsállandója
- 900 pm = a szacharóz (répacukor) molekulájának szélessége